# Thành hệ Glen Rose
Thành hệ Glen Rose là một thành hệ địa chất nông ven biển vào kỷ Phấn trắng, nằm từ Nam- tới Bắc-Trung Texas.